# Torrubiella flava
Torrubiella flava är en svampart som beskrevs av Petch 1924. Torrubiella flava ingår i släktet Torrubiella och familjen Cordycipitaceae.   Inga underarter finns listade i Catalogue of Life.